# The Best – Życie to teatr
The Best – Życie to teatr – album polskiej grupy RSC, wydany w 2004 roku nakładem wydawnictwa MTJ.
Płyta jest zapisem koncertu zarejestrowanego w Rzeszowie w dniu 23 maja 2000 roku. Utwory 1, 3, 7 są nagraniami studyjnym i pochodzą z albumu Maraton rockowy. Jest to reedycja albumu Gold, który zawierał dodatkowo utwór „Madryt”.

## Lista utworów
Źródło:.
1. „Jeśli czekasz” (muz. P. Spychalski, sł. Z. Działa) – 4:34
2. „Kradniesz mi moją duszę” (muz. A. Wiśniowski, sł. Z. Działa) – 5:03
3. „Maraton rockowy” (muz. A. Wiśniowski, sł. Z. Działa) – 4:16
4. „Tego nie wiem” (muz. W. Kucaj, Z. Działa, sł. Z. Działa) – 4:20
5. „Fabryka snów” (muz. A. Wiśniowski, P. Spychalski, sł. Z. Działa) – 3:15
6. „Życie to teatr” (muz. P. Spychalski, Z. Działa, sł. Z. Działa) – 6:00
7. „W ucieczce przed sobą” (muz. A. Wiśniowski, P. Spychalski, sł. Z. Działa) – 3:29
8. „Pralnia mózgów” (muz. A. Wiśniowski, sł. Z. Działa) – 4:09
9. „Z kroniki wypadków” (muz. A. Wiśniowski, P. Spychalski, sł. Z. Działa) – 3:55
10. „Wolny będziesz szedł” (muz. P. Spychalski, Z. Działa, sł. Z. Działa) – 4:48
11. „Nocny kurs” (muz. A. Wiśniowski, P. Spychalski, sł. Z. Działa) – 4:58
12. „Oniemiałe miasto” (muz. W. Kucaj, Z. Działa, sł. Z. Działa) – 4:23
13. „Patrzę na wschód” (muz. W. Kucaj, Z. Działa, sł. Z. Działa) – 6:53

## Autorzy
- Wiktor Kucaj – instrumenty klawiszowe
- Michał Kochmański – perkusja
- Krzysztof Dziuba – gitara basowa
- Witold Stepaniak – śpiew
- Waldemar Rzeszut – gitara
- Andrzej Balawender – skrzypce